# Museo Juanjo Liñares
El Museo Juanjo Liñares es una muestra de traje subicado en la localidad de Órdenes, inaugurado en enero de 2010 con el legado dejado por Juanjo Liñares. El museo cuenta con más de 1.000 trajes de distintos orígenes, aunque solo se exponen unos 300 a la vez. Además, hay muestras de otras colecciones del artista como colecciones de cruces o castañuelas. Su director es el exalcalde de Ordes Manuel Viqueira Verea.